# دير القديسة دميانة
دير القديسة دميانة دشن هذه الكنيسة البابا إلكسندروس ال19 يوم 12 بشنس الموافق تذكار رئيس الملائكة ميخائيل ورسم أسقفاً للمنطقة. وجاءت الإمبراطورة هيلانة القرن الرابع الميلادى إلى برارى بلقاس وشيدت مقبرة خاصة بالقديسة دميانة والأربعين عذارى كما شيدت كنيسة على هذه المقبرة.

## تاريخ البناء
إعيد بناء الدير في عهد البابا خائيل الأول البطريرك 46 من باباوات الكنيسة القبطية الأرثوذكسية الذي دشن الدير أيضاً في 12 بشنس وعندما تولى الأنبا بيشوى رئاسة الدير تمت رسامة 25 راهبة يوم 24 سبتمبر 1978م. بعد ذلك أعترف المجمع المقدس للكنيسة القبطية الأرثوذكسية ديراً للراهبات في أول جلسه له في يوم 20 فبراير 1979م وقد وصل عدد الراهبات الآن إلى 80 راهبة وطالبة رهبنة منهم 3 من إريتريا.
كانت منطقة شمال الدلتا عامرة بالأديرة القديمة والكنائس الكثيرة المنتشرة في كل مكان. ومن هذه الديارات دير القديسة دميانة بالبرارى، تلك الرقعة من الأراضى التي كانت تتبع قديماً جزءًا من مقاطعة مصرية تسمى إقليم البرلس والزعفرانة بوادى السيسبان. سمى الإقليم بالزعفرانة حيث اشتهرت هذه المنطقة بزراعة أنواع نادرة من الزعفران والحشائش العطرية الغالية القيمة. والزعفران اسم لنبات يسمى في المصطلح اليونانى واللاتيني السيسبان. وحالياً يقع إقليم البرلس في شمال الدلتا.

## مركز بلقاس
وعن مركز بلقاس وهو الذي تتبعه منطقة دير القديسة دميانة، فيقع جغرافياً غرب فرع دمياط (للنيل) في محافظة الدقهلية وتبعد عنه قرية القديسة دميانة في منطقة بلقاس خامس، والتي تسمى ببرارى بلقاس نحو 12 كم.

## أصل تسمية البرارى
وتسمية المنطقة بالبرارى ترجع إلى أن أجزاء كبيرة من هذه المنطقة كانت أراضى بور خالية من الزراعة وبعضها أراضى منخفضة عن مستوى البحر وكانت تغمرها المياه وتكسوها النباتات المائية وخصوصاً كلما اقتربت من بحيرة البرلس.
أثناء زيارة العائلة المقدسة لوطننا الحبيب مصر، مرّت بمنطقة البرلس –آتية من سمنود- حيث منطقة البرارى التي أُريقت فيها -فيما بعد- دماء القديسة دميانة والأربعين عذراء. ولقد تقدّست هذه المنطقة وتباركت بهذه الزيارة.

## القديسة دميانة
في القرن الرابع (بعد ثلاثة قرون من الزيارة المباركة للعائلة المقدسة)، نشأ الدير بحرى مدينة الزعفرانة التي كانت بمثابة عاصمة لمنطقة البرلس وبها كرسى أسقفى، سكن فيها والدا القديسة. وكان والدها مرقس هو الحاكم عليها. وبنى فيها قصراً للقديسة دميانة لتتعبد فيه خارج مدينة الزعفرانة بحرى البلد. وبعد استشهاد القديسة دميانة مع العذراى دُفنت أجسادهن في المكان الذي تعبدت فيه، إلى أن جاءت الإمبراطورة هيلانة أم الملك قسطنطين وبنت مقبرة خاصة بهن وكنيسة على هذه المقبرة وذلك أثناء قيامها ببناء كنيسة القيامة بأورشليم. ثم طلبت من القديس ألكسندروس بابا الإسكندرية التاسع عشر (313-326م) تدشين هذه الكنيسة فقام بتدشينها ورسم أسقفاً للمنطقة لأن أسقفها كان قد استشهد مع القديسة دميانة.
وفي القرن السادس، في عهد الأنبا يوحنا أسقف البرلس-زمن البابا دميانوس الـ35 (563-598م) كتب مخطوطة تشمل تتابع أحداث سيرة القديسة دميانة، وخبر تكريس كنيستها في اليوم الثاني عشر من شهر بشنس في أيام قسطنطين الملك. ثم بعد ذلك عندما أعيد البناء في أيام الخليفة سنان. وتوجد نسخ من هذه المخطوطة في مكتبة دير القديسة دميانة:[نسخة يعود تاريخ نساختها إلى سنة 1449ش، أي سنة 1732م، أي أنها نُسخت منذ حوالي 273 سنة ميلادية. ونسخة أخرى يعود تاريخ نساختها إلى سنة 1498ش، أي سنة 1781م، أي أنها نُسخت منذ حوالي 224 سنة ميلادية.